# Kondō Nobutake
Kondō Nobutake  (近藤 信竹?   25 de septiembre de 1886 - 19 de febrero de 1953) fue un oficial de la Armada Imperial Japonesa que alcanzó el rango de almirante y tomó parte en la Segunda Guerra Mundial. Como comandante de la 2.ª Flota móvil de la Armada Imperial Japonesa, la principal agrupación naval encargada de operaciones independientes, Kondō fue considerado el segundo oficial más importante en el escalafón de la Armada Imperial tan sólo detrás del almirante Isoroku Yamamoto.

## Biografía

### Carrera militar
Kondō nació en Osaka en 1886. Se graduó en la 35.ª promoción de la Academia Naval Imperial Japonesa en 1907, ocupando el primer puesto de la promoción, de 172 cadetes. Como marinero sirvió en el crucero Itsukushima y en el acorazado Mikasa. Tras ascender de rango, serviría en el crucero Aso, en el destructor Kisaragi y en el acorazado Kongō. Entre 1912 y 1913 estuvo destinado en el Reino Unido como agregado naval, y a su regreso a Japón fue destinado brevemente al acorazado Fusō. Entre 1916 y 1917 fue oficial jefe de artillería en el crucero Akitsushima. En el periodo 1920-1923, Kondō estuvo destinado en Alemania, como parte de la delegación japonesa que estuvo destinada allí para confirmar el cumplimiento de las disposiciones del Tratado de Versalles. A su regreso a Japón, durante seis meses estuvo destinado en el acorazado Mutsu, y posteriormente sería promocionado al rango de comandante el 1 de diciembre de 1923. Entre 1924 y 1925 sirvió como ayudante de campo del entonces príncipe imperial —y heredero a la corona— Hirohito. Entre 1929 y 1930 fue capitán del crucero Kako y entre 1932 y 1933 estuvo al frente del acorazado Kongo.
Kondō fue promocionado al rango de contralmirante el 15 de noviembre de 1933, y cuatro años más tarde al rango de vicealmirante. En este tiempo ocupó un puesto de gran responsabilidad: en 1935 fue nombrado jefe de Estado Mayor de la Flota combinada de la Armada Imperial. Tras el comienzo de la segunda guerra sino-japonesa, Kondō pasó a mandar la 5.ª Flota de la Armada Imperial y participó en la ocupación de la isla de Hainan y, posteriormente, de la ciudad meridional de Shantou.

### Segunda Guerra Mundial

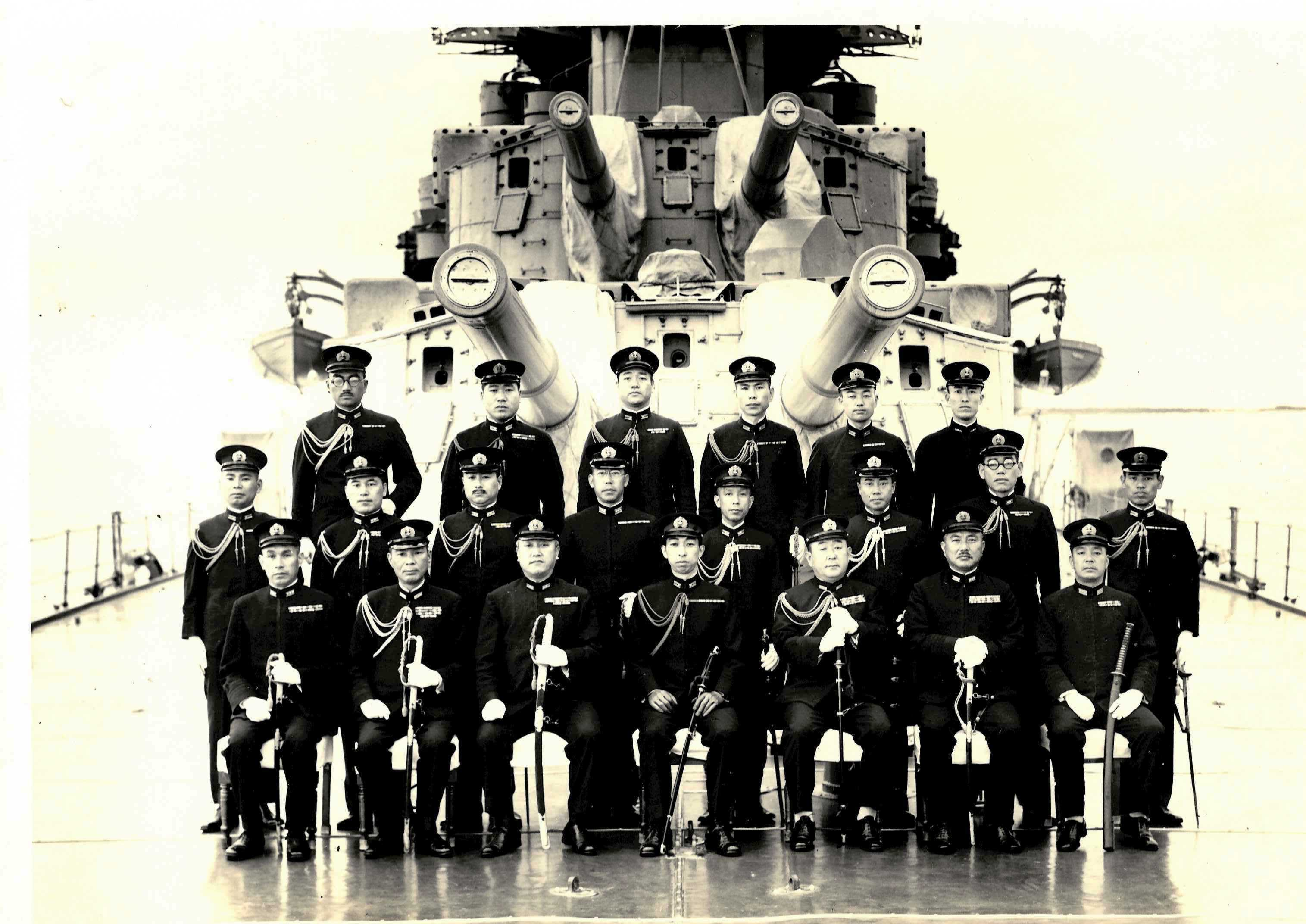
Nobutake Kondo junto a Matome Ugaki, el príncipe Nobuhito Takamatsu, Tamon Yamaguchi y Kakuji Kakuta a bordo de un crucero en 1939.

Tras el comienzo de la Guerra del Pacífico, Kondō mandó la 2.ª Flota de la Armada Imperial, participando en las invasiones de Malasia, Filipinas y la Indias Orientales Neerlandesas. Fueron precisamente sus aviones los que tuvieron una destacada intervención en el hundimiento del HMS Prince of Wales y del HMS Repulse. La destrucción de estos dos buques, que constituían el núcleo de la Fuerza Z de la Royal Navy, dejó Malasia virtualmente sin defensas frente al ataque japonés. 
El 18 de abril de 1942, recibió la orden de interceptar una fuerza americana invasora que desarrollaba la Incursión Doolittle sin lograr su ubicación.
También fue el comandante supremo de la flota japonesa que intervino en la incursión del Océano Índico, en abril de 1942. Durante la Batalla de Midway, Kondō mandó las fuerzas que tenían encomendada la tarea de ocupar Midway, así como el grupo naval que debía protegerlas. No obstante, la isla no fue ocupada y la batalla de Midway acabaría constituyendo una desastrosa derrota para la Armada Imperial Japonesa. Las fuerzas de Kondō tuvieron un destacado papel durante la Campaña de Guadalcanal, interviniendo activamente en la Batalla de las Salomón Orientales (23-25 de agosto) y poco después en la Batalla de las Islas Santa Cruz (26-27 de octubre) donde sus destructores en una acción nocturna remataron al torpedo al abandonado e incendiado USS Hornet.

Tras la primera Batalla naval de Guadalcanal (15 de noviembre de 1942), Kondō tomó el mando personal del grupo naval formado por el acorazado Kirishima junto a los cruceros Atago, Nagara, Sendai, y Takao en lo que debía haber sido un ataque decisivo para eliminar la amenaza procedente del aeródromo Henderson a través de un bombardeo nocturno masivo. El Kirishima en ación nocturna (especialidad de la Armada japonesa) se enganchó en un combate favorable con el USS South Dakota, sin embargo, Kondō fue sorprendido a su vez por el acorazado USS Washington quien lo cañoneó a distancia en forma certera por radar y fue derrotado, perdiendo además el Kirishima durante la acción frente a la isla de Savo. 
Esta derrota supuso un punto de no retorno en la campaña de Guadalcanal. Los fracasos Kondō en Guadalcanal supusieron un borrón en su carrera militar. Sin embargo, la reacción del almirante Isoroku Yamamoto al fracaso de Kondō en su objetivo de lograr neutralizar el aeródromo Henderson —y asegurar con ello el aterrizaje de un gran despliegue de tropas y provisiones— fue más suave que su reacción a la retirada de Hiroaki Abe, quizás debido a la Marina Imperial y la política. Kondo, que desde octubre de 1942 también mantuvo la posición de segundo en la jerarquía de la Flota Combinada, era un miembro del personal superior de la Armada y del grupo de partidarios de los acorazados en la Marina Imperial, mientras que Abe era un especialista en destructores. El Almirante Kondo no fue reprendido o reasignado, pero en cambio fue puesto al mando de una de las grandes flotas de navíos basadas en Truk.
El 29 de abril de 1943 fue ascendido al rango completo de Almirante. Unos meses después, en diciembre de 1943 fue nombrado comandante en jefe de la Flota japonesa en China, cargo que mantuvo hasta poco antes del final de la contienda. En mayo de 1945 fue nombrado miembro del Consejo Supremo de Guerra.